# ジョヴァンニ2世 (モンフェッラート侯)
ジョヴァンニ2世（Giovanni II, 1321年2月5日 - 1372年3月19日）は、モンフェッラート侯（在位：1338年 - 1372年）。

## 生涯
ジョヴァンニ2世はモンフェッラート侯テオドロ1世の息子で、1336年から統治に関与し、領地の境界を拡張させた。ジョヴァンニ2世は親族であるオットー・フォン・ブラウンシュヴァイク＝グルーベンハーゲンの助けを借りて、ピエモンテとサヴォイアに多くの領地を持っていたナポリのアンジュー家と敵対した。1338年10月9日、ジョヴァンニ2世はアスティ総督に任命された。
1343年にナポリ王ロベルト1世が亡くなり、その幼い孫娘ジョヴァンナ1世が王位に就くと、ジョヴァンニ2世は北イタリアでの支配力を拡大する機会を得た。1344年までに、ジョヴァンニ2世はアレッサンドリア、アスティ、トルトーナ、ブラ、アルバを征服した。1345年4月22日、ガメナリオの戦いにおいてアンジュー家のセネシャルであったリフォルス・ダグーを破り、戦死させた。ルキーノ・ヴィスコンティの暗黙の支援を受けて、ジョヴァンニ2世はアルバ、ブラ、ヴァレンツァを占領し、1348年にはクーネオを占領した。1355年にイタリアを移動する皇帝カール4世に同行した際に、ジョヴァンニ2世の権力は増大した。その時、ジョヴァンニ2世はケラスコ、ノヴァーラ、パヴィアの都市を受け取った。
最後の名目上のマヨルカ女王イサベルとの結婚により、ジョヴァンニ2世は皇帝の支持を失い、帝国軍とヴィスコンティ軍の攻撃をかわさなければならなくなった。この対立は、アスティ地域におけるヴィスコンティ家の領地と引き換えに、ジョヴァンニ2世が占領していたパヴィア周辺の領土をヴィスコンティ家に返還することで終結した。ジョヴァンニ2世はヴィスコンティ家との争いで多くの家臣を失った。1372年の遺言において、ジョヴァンニ2世はオットー・フォン・ブラウンシュヴァイク＝グルーベンハーゲンおよびサヴォイア伯アメデーオ6世に子供たちの後見を任せた。ジョヴァンニ2世には妻イサベルとの間に4人の息子がおり、そのうち3人が順番に侯位を継いだ。ジョヴァンニ2世は遺言を書いた直後にトリノ近郊のヴォルピャーノで亡くなり、キヴァッソに埋葬された。

## 子女
- オットーネ3世（セコンドット、1358/61年 - 1378年） - モンフェッラート侯
- ジョヴァンニ3世（1362年頃 - 1381年） - モンフェッラート侯
- テオドロ2世（1364年 - 1418年） - モンフェッラート侯
- マルゲリータ（1364年 - 1420年）
- グリエルモ（1365年 - 1400年）